# Sarissa
La sarissa (in greco: σάρισα o σάρισσα) era la picca usata dai guerrieri del regno di Macedonia.
Lunga fino a 6-7 metri, aveva corpo in legno, si presuppone di frassino o di corniolo, di grande diametro, una grossa punta di ferro (circa 30 cm) e un tallone anch'esso metallico. L'intera lunghezza dell'asta era ottenuta con due rami distinti uniti da un tubo centrale di bronzo, utile anche per bilanciare il centro di gravità.
Arma formidabile, se maneggiata da soldati ben addestrati, la sarissa poteva vanificare gli attacchi di un carro falcato, di una carica di cavalleria (risultato comunque ottenuto anche dai normali opliti della Grecia Antica) e frenare le cariche della temuta fanteria pesante greca.

## Storia
L'introduzione della falange armata di sarissa da parte di Filippo II di Macedonia, padre di Alessandro Magno, fu uno degli accorgimenti tattici fondamentali che assicurarono poi all'esercito macedone una fama di invincibilità durata per secoli.
La creazione della sarissa fu però un processo lungo e complesso, non il frutto di una geniale intuizione di Filippo II. L'introduzione nel mondo greco di una nuova picca per gli opliti più lunga rispetto al modello codificato dalla falange spartana si dovette agli strateghi ateniesi che servivano presso i faraoni d'Egitto come consiglieri militari.
Uno di questi Ateniesi, Ificrate, impiegò fanti armati di lunghe picche ma meno corazzati degli opliti per rallentare l'avanzata degli Spartani e farne bersaglio dei peltasti armati di giavellotti (Guerra di Corinto, 392 a.C.).

## Uso
La falange macedone era schierata in modo da sfruttare nel modo migliore la lunghezza della picca. I fanti armati di sarissa, i pezeteri ("compagni a piedi" in greco antico), si schieravano su otto file, distanziate di una sessantina di centimetri e le picche erano disposte in avanti facendo sì che anche quelle impugnate dalla sesta fila sporgessero oltre la prima e quindi l'intero schieramento risultasse difficilmente penetrabile.
Contro la carica della cavalleria o dei carri nemici, le sarisse venivano piantate a terra e i fanti si ravvicinavano l'un l'altro in modo che i piccoli scudi, assicurati alla spalla sinistra, diventassero contigui.
Contro la carica dei fanti nemici, le sarisse, puntate in avanti, costringevano gli attaccanti a un percorso obbligato attraverso le aste delle file avanzate, rendendoli facile bersaglio per le lame delle sarisse imbracciate dai pezeteri delle file superiori.
Arma pesante, da impugnarsi a due mani, la sarissa impediva al suo portatore l'uso del possente scudo ellenico, l'aspis, e indeboliva drasticamente il fianco destro dello schieramento. Era compito dei fanti hypaspistai ("portatori di scudi dei compagni" in greco antico), pesantemente corazzati come i tradizionali opliti greci, fare scudo ai compagni con i loro aspis.